# Garriguella
Garriguella és un municipi de la comarca de l'Alt Empordà, situat a la falda de la Serra de l'Albera. Des de 2023, l'alcaldessa és Raquel Salas Velasco.

## Geografia
- Llista de topònims de Garriguella (Orografia: muntanyes, serres, collades, indrets..; hidrografia: rius, fonts...; edificis: cases, masies, esglésies, etc).

La població és repartida en dues agrupacions, separades per una curta distància: l'anomenada Garriguella o Garriguella de Baix, i l'anomenada Noves, on hi ha l'església parroquial.
El punt més alt del terme és el puig de Sant Silvestre (304 m), a la serra de la Baga d'en Ferran. El paisatge queda definit per les pinedes, les alzines sureres i els camps de cultiu de secà amb cereals, oliveres i vinya. Juntament amb l'elaboració de vins i licors són la base de la seva economia.
Entre altres hi ha el Puig de la Mala Veïna, una muntanya de 100 metres a prop de la carretera que porta a Peralada, on hi ha una vella torre de defensa, búnquers i altres estructures defensives modernes.

## Demografia
| 1497 f | 1515 f | 1553 f | 1717 | 1787 | 1857  | 1877  | 1887  | 1900 | 1910 |
| ------ | ------ | ------ | ---- | ---- | ----- | ----- | ----- | ---- | ---- |
| -      | -      | 23     | 389  | 989  | 1.696 | 1.561 | 1.285 | 932  | 911  |

| 1920 | 1930 | 1940 | 1950  | 1960 | 1970 | 1981 | 1990 | 1992 | 1994 |
| ---- | ---- | ---- | ----- | ---- | ---- | ---- | ---- | ---- | ---- |
| 918  | 804  | 748  | 1.000 | 664  | 633  | 596  | 656  | 643  | 643  |

| 1996 | 1998 | 2000 | 2002 | 2004 | 2006 | 2008 | 2010 | 2012 | 2014 |
| ---- | ---- | ---- | ---- | ---- | ---- | ---- | ---- | ---- | ---- |
| 666  | 658  | 726  | 725  | 717  | 731  | 821  | 858  | 874  | 857  |

| 2016 | 2018 | 2020 | 2022 | 2024 | 2026 | 2028 | 2030 | 2032 | 2034 |
| ---- | ---- | ---- | ---- | ---- | ---- | ---- | ---- | ---- | ---- |
| 854  | 840  | 853  | 922  | 967  | -    | -    | -    | -    | -    |

## Llocs d'interès
- Restes de la Torre de Mala Veïna, antiga torre de defensa declarada bé cultural d'interès nacional.
- Església parroquial de Santa Eulàlia de Noves. Dels segles XVIII i xix. Conserva restes d'un antic temple preromànic del segle xi, que havia pertangut al monestir de Sant Pere de Roda.
- Centre de Reproducció de Tortugues de l'Albera (al costat del Santuari de la Mare de Déu del Camp)
- Can Garriga (turisme rural)
- Masia de n'Hortús. Segle XVI. Arquitectura popular.
- Molí de Vent. Segle XVIII.
- Santuari de la Mare de Déu del Camp. Antic priorat
- Cooperativa Agrícola de Garriguella.
- Molí d'oli Masetplana
- Panteó de les famílies Solà i Casellas al cementiri: obra de Rafael Masó.